# Zimewica
Zimewica (bułg. Зимевица) – wieś w zachodniej Bułgarii, w obwodzie sofijskim, w gminie Swoge.
Zimewica znajduje się 20 km od Swoge; wieś położona jest w górze Ponor, która jest częścią Zachodniej Starej Płaniny.
W rejonie wsi można znaleźć część starej rzymskiej drogi, która przebiegała przez góry Starej Płaniny, także znajdują się tu pozostałości rzymskich fortyfikacji oraz rury wodociągowe datowane na I - III wiek.
Mieszkańcy Zimewicy są wyznania prawosławnego (85%) i ewangelickiego (15%).
Ludzie zajmują się najczęściej hodowlą owiec i wołów oraz uprawą ziemniaków.